# Geoff Barton
Geoff Barton (nacido en julio de 1955) es un periodista británico, reconocido por ser el fundador de la revista Kerrang!, especializada en heavy metal. También fue editor de la revista Sounds.
Se unió a Sounds a los 19 años luego de completar un curso de periodismo en el London College of Printing. Se especializó en música rock y ayudó a popularizar el movimiento new wave of British heavy metal luego de usar dicho término por primera vez en la edición de mayo de 1979 en la mencionada revista. En 1981 editó el primer lanzamiento de Kerrang!, abandonando el proyecto en 1995.
Actualmente es uno de los escritores de la revista Classic Rock.